# Lars Adaktusson
Lars Göran Peter Adaktusson (Jönköping, 6 agosto 1955) è un giornalista e politico svedese.
Europarlamentare dal 1º luglio 2014 al 23 settembre 2018, è stato membro del Partito Popolare Europeo. Nel 2018 è stato eletto in Svezia come rappresentante del partito Democratici Cristiani.